# Åke Lögdberg
Bengt Åke Asmund Lögdberg, född den 31 mars 1913 i Lungsunds församling, Värmlands län, död den 27 augusti 2002 i Lund, var en svensk rättslärd.
Lögdberg var bror till Gunnar Lögdberg.
Lögdberg avlade juris kandidatexamen i Uppsala 1935. Han genomförde tingstjänstgöring 1936–1938 och övergick till advokatverksamhet 1939. Lögdberg avlade juris licentiatexamen 1947 och promoverades till juris doktor samma år. Han var docent i civilrätt vid Uppsala universitet 1947–1952 och professor i civilrätt med internationell privaträtt vid Lunds universitet 1952–1979. Lögdberg var gästföreläsare bland annat i Kiel, München, Köpenhamn och Helsingfors. Han invaldes som ledamot av Humanistiska Vetenskapssamfundet i Lund 1955. Lögdberg blev hedersledamot vid Värmlands nation i Uppsala 1953 och vid Värmlands nation i Lund 1954. Han blev riddare av Nordstjärneorden 1957 och kommendör av samma orden 1970. Lögdberg publicerade artiklar i Affärsjuridisk handbok, Svensk Juristtidning, Nordiskt Immateriellt Rättsskydd, Statsvetenskaplig Tidskrift, Rabels Zeitschrift für ausländisches und internationales Privatrecht och Revue Internationale des Droits de l’Antiquité med flera facktidskrifter och i flera festskrifter. Han vilar på Norra kyrkogården i Lund.